# Marcos Veniciu
Marcos Veniciu Lopes Corrêa (Manaus, 21 de setembro de 1967) é um bailarino, professor e coreógrafo brasileiro. Atualmente atua como solista do Ballet Stagium.

## Carreira
Iniciou seus estudos de balé clássico no setor de artes da Escola Djalma Batista e, paralelamente, no Studium Rosima.
Em 1986 passa a integrar o elenco do balé da Cidade de Manaus. Logo após é convidado para integra-se ao Grupo Experimental de Dança do Teatro Amazonas, onde ficou até 1988 trabalhando com professores e coreógrafos nacionais e internacionais.
Concomitantemente, participa de vários cursos e oficinas (balé clássico, moderno, jazz, mímica e teatro) com renomados professores brasileiros e artistas internacionais.
De 1988 a 1992 integra o Grupo Espaço de Dança do Amazonas, sob direção de Conceição Souza. Com o mesmo, participa de inúmeros espetáculos e festivais locais.
Ainda em 1990 integra-se como solista do Corpo de Baile da Fundação Teatro Amazonas.
Em 1993 é solista do Ballet Vera Bublitz em Porto Alegre, com a montagem de "Dom Quixote"; e em São Paulo integra a companhia Ballet Metropolitano de São Paulo, direção de Luizella De Maria.
No mesmo ano é convidado como solista da Watt's Cia de Dança, direção Nilson Soares.
No ano de 1994 é convidado, por Décio Otero e Marika Gidali, a compor o elenco da companhia Ballet Stagium.
Em 2002 de volta a Manaus criou junto a Secretária de Cultura do Amazonas o “Balé na Rua” e coordenou o Centro Cultural Cláudio Santoro e metre de Ballet do "Balé Folclórico do Amazonas"
De volta a São Paulo em 2005 retorna seu trabalho de solista na companhia Ballet Stagium e inicia um trabalho de Jazz na Escola Stagium e paralelamente cria figurinos para o mundo do teatro e dança de São Paulo.
Tendo dançado com a Companhia Ballet Stagium em quase todo território brasileiro e festivais internacionais

## Trabalhos

### Cronologia Coreográfica
| Ano  | Espetáculo                         | Cia                                            | Status     |
| ---- | ---------------------------------- | ---------------------------------------------- | ---------- |
| 1986 | Sem fim, sem fim                   | Grupo Experimental de Dança do Teatro Amazonas |            |
| 1986 | Cambar                             | Grupo Espaço de Dança do Amazonas (GEDAM)      |            |
| 1987 | Fragmentos                         | Grupo Espaço de Dança do Amazonas (GEDAM)      |            |
| 1988 | Missa Luba                         | Grupo Espaço de Dança do Amazonas (GEDAM)      |            |
| 1989 | Falando de Amor                    | Grupo Espaço de Dança do Amazonas (GEDAM)      |            |
| 1990 | Ensaio Cigano                      | Grupo Espaço de Dança do Amazonas (GEDAM)      |            |
| 1991 | Festa na Cachoeirinha              | Corpo de Baile do Teatro Amazonas              |            |
| 1991 | Vinte anos antes                   | Grupo Espaço de Dança do Amazonas (GEDAM)      |            |
| 1992 | Caleidoscópio                      | Grupo Espaço de Dança do Amazonas (GEDAM)      |            |
| 1992 | Revoada                            | Grupo Espaço de Dança do Amazonas (GEDAM)      |            |
| 1992 | Mosaico                            | Grupo Espaço de Dança do Amazonas (GEDAM)      |            |
| 1992 | O Eterno Feminino                  | Grupo Espaço de Dança do Amazonas (GEDAM)      |            |
| 1993 | Pas-de-Deux Romântico              | Ballet Metropolitano de São Paulo              |            |
| 1993 | Urubu                              | Ballet Metropolitano de São Paulo              |            |
| 1993 | Balé Copellia                      | Watt's Cia de Dança                            | Remontagem |
| 1993 | Dom Quixote                        | Ballet Vera Bublitz                            | Remontagem |
| 1994 | Die Träume (Os Sonhos)             | Ballet Stagium                                 |            |
| 1994 | Paulistânia                        | Ballet Stagium                                 |            |
| 1994 | Kuarup                             | Ballet Stagium                                 | Remontagem |
| 1994 | Coisas do Brasil                   | Ballet Stagium                                 | Remontagem |
| 1994 | Estudo Brasileiro N# 02 - Batucada | Ballet Stagium                                 | Remontagem |
| 1995 | Anjos da Praça                     | Ballet Stagium                                 |            |
| 1995 | Cello Suíte                        | Ballet Stagium                                 |            |
| 1995 | Na Mira la Luna ao Entardecer      | Ballet Stagium                                 |            |
| 1995 | Dança das Cabeças                  | Ballet Stagium                                 | Remontagem |
| 1996 | Tangamente                         | Ballet Stagium                                 |            |
| 1996 | Carmina Burana                     | Ballet Stagium                                 |            |
| 1996 | Estudo Brasileiro N# 05 - Choros   | Ballet Stagium                                 | Remontagem |
| 1997 | Old Melodies                       | Ballet Stagium                                 |            |
| 1997 | Pantanal                           | Ballet Stagium                                 | Remontagem |
| 1997 | Sair pro mar                       | Ballet Stagium                                 | Remontagem |
| 1998 | Que saudade, Elis!                 | Ballet Stagium                                 | Remontagem |
| 1998 | Caprichos                          | Ballet Stagium                                 | Remontagem |
| 1998 | Uirapuru                           | Ballet Stagium                                 | Remontagem |
| 1998 | O Mandarim Miraculoso              | Ballet Stagium                                 | Remontagem |
| 1998 | Dance lá que eu danço cá           | Ballet Stagium                                 |            |
| 1998 | Na Neblina (in the mist)           | Ballet Stagium                                 |            |
| 1999 | Qualquer maneira de amor vale amar | Ballet Stagium                                 | Remontagem |
| 1999 | A Floresta do Amazonas             | Ballet Stagium                                 | Remontagem |
| 2000 | A Margem dos Trilhos               | Ballet Stagium                                 |            |
| 2001 | Pátio dos Milagres                 | Ballet Stagium                                 |            |
| 2005 | Movimento Armorial                 | Ballet Stagium                                 | Remontagem |
| 2005 | Stagium Dança Chico Buarque        | Ballet Stagium                                 |            |
| 2006 | Heleno                             | Ballet Stagium                                 |            |
| 2007 | Mané Gostoso                       | Ballet Stagium                                 |            |
| 2008 | Das Terras do Benvirá              | Ballet Stagium                                 | Remontagem |
| 2008 | Bossa Nova                         | Ballet Stagium                                 |            |
| 2009 | Brincadeiras Natalinas             | Ballet Stagium                                 |            |
| 2010 | Adoniran                           | Ballet Stagium                                 |            |
| 2012 | A semana noventa @ vinteedois      | Ballet Stagium                                 |            |

### Apresentações internacionais
| Ano  | Evento                                       | País    |
| ---- | -------------------------------------------- | ------- |
| 1995 | Festival Internacional de San Luis do Potosi | México  |
| 1996 | Festival Bienal de La Danse de Lyon          | França  |
| 1996 | Festival Internacional de Guanajuato         | México  |
| 1998 | Taipei Arts Festival                         | China   |
| 1999 | Festival de Montevidéu                       | Uruguai |
| 2001 | Festival em Temuco                           | Chile   |
| 2005 | Festival de Montevidéu                       | Uruguai |